# 沃羅熱西卡湖

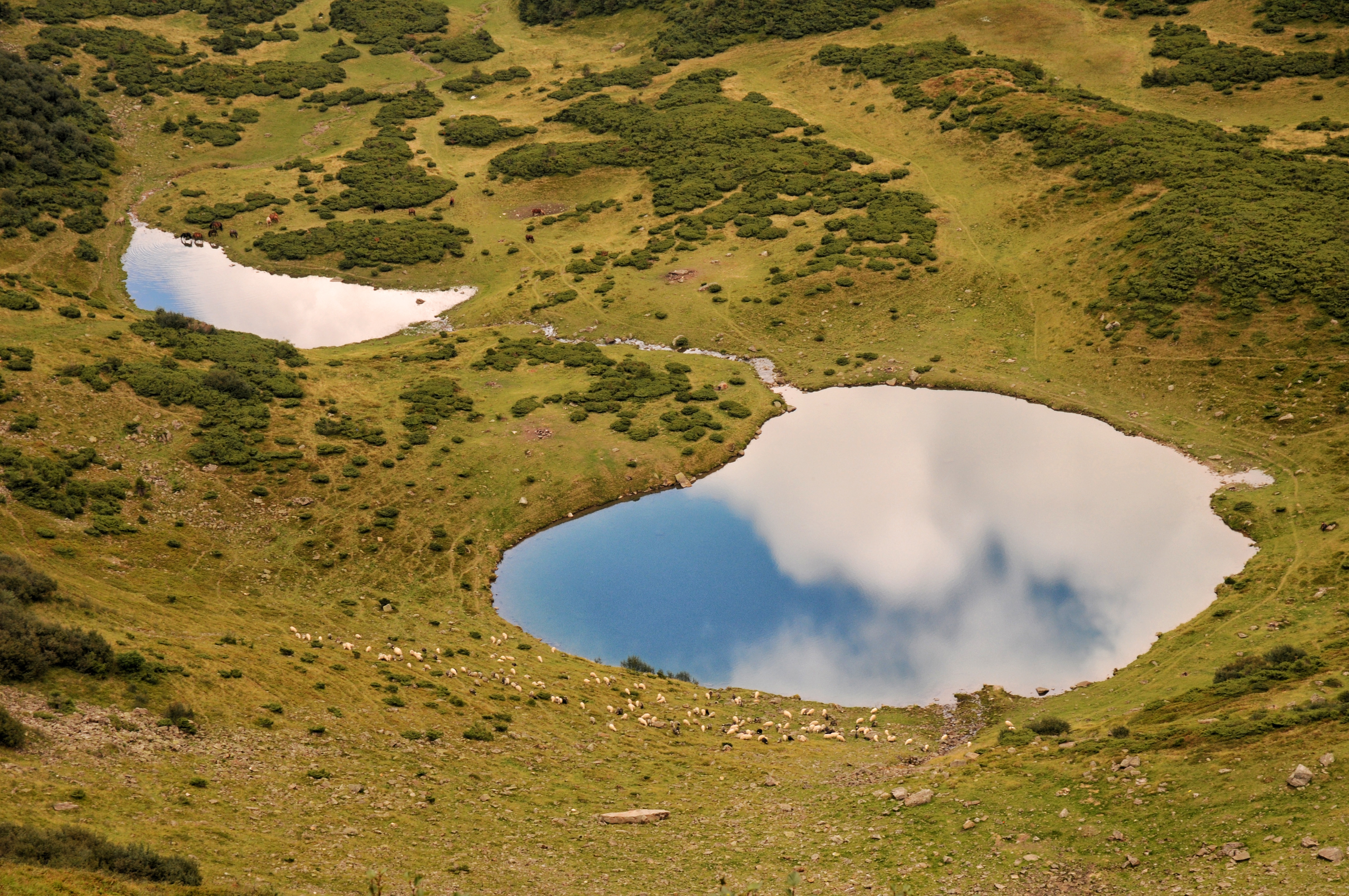

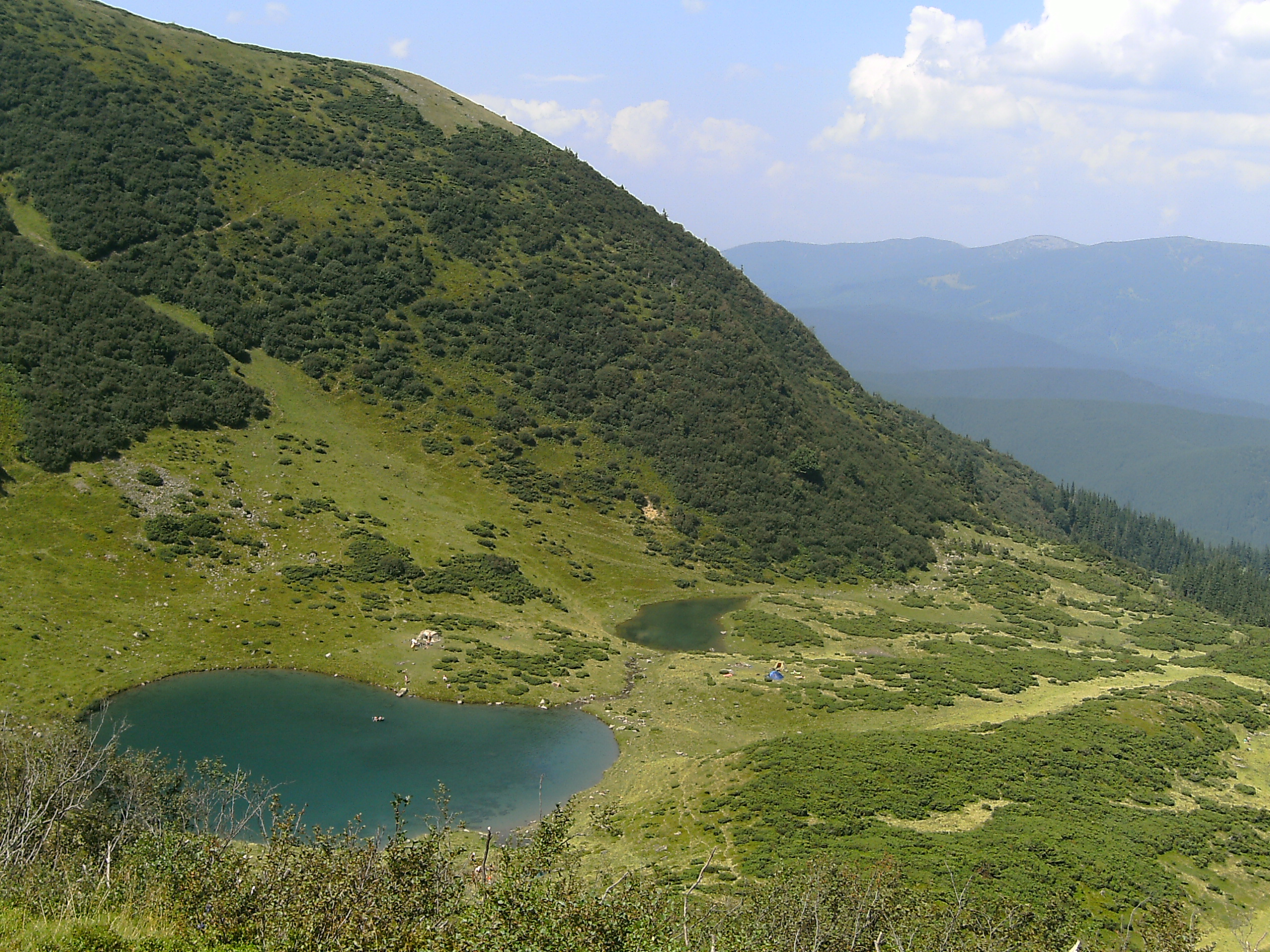

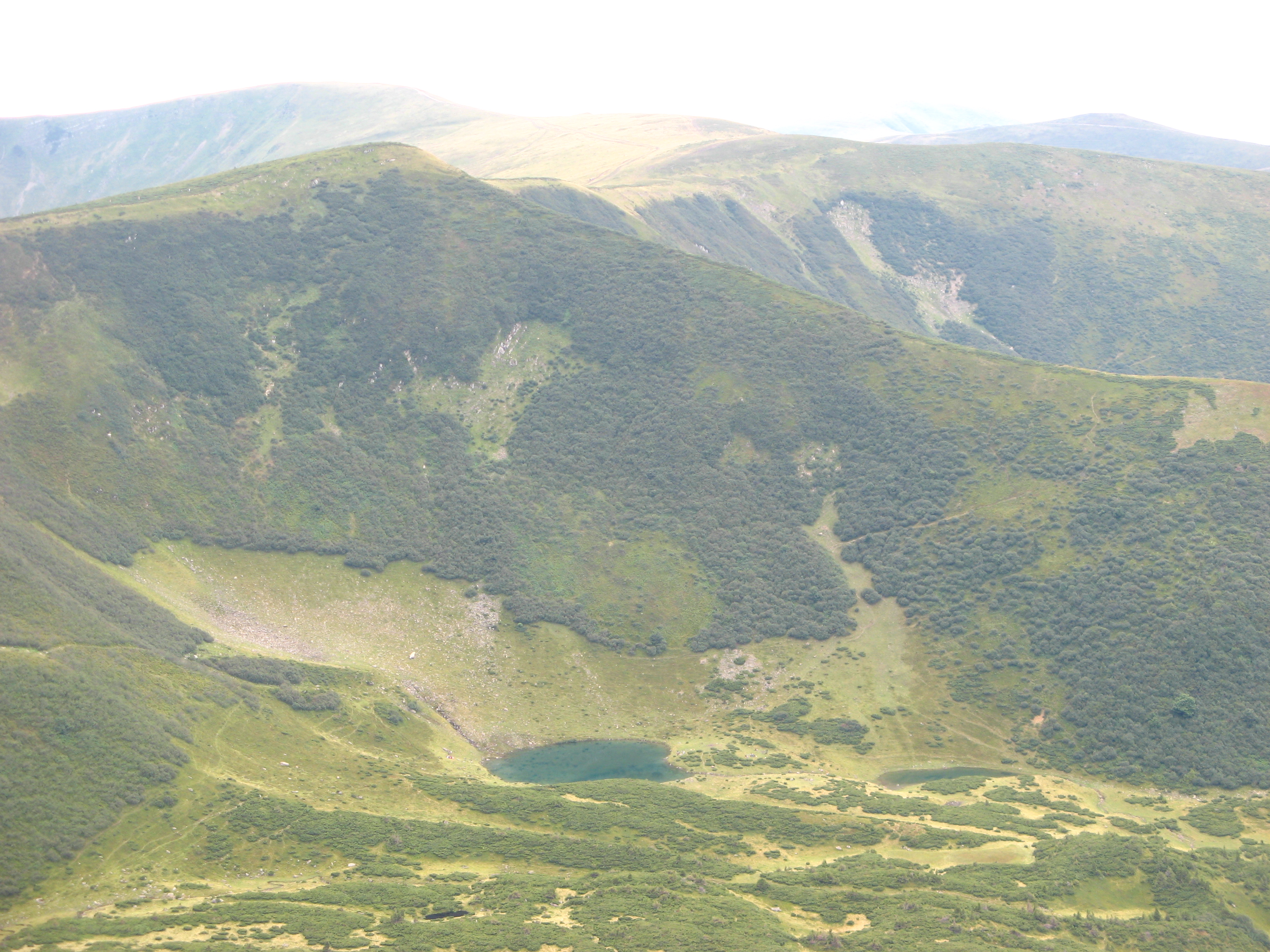

沃羅熱西卡湖（烏克蘭語：Ворожеська），是烏克蘭的湖泊，位於該國西部外喀爾巴阡州，西南面是多吉亞斯卡湖，面積0.7平方公里，海拔高度1,460米，最大水深4.5米。